# Hirmoneura laotica
Hirmoneura laotica är en tvåvingeart som beskrevs av Joseph Charles Bequaert 1935. Hirmoneura laotica ingår i släktet Hirmoneura och familjen Nemestrinidae.
Artens utbredningsområde är Laos. Inga underarter finns listade i Catalogue of Life.